# ジョスト

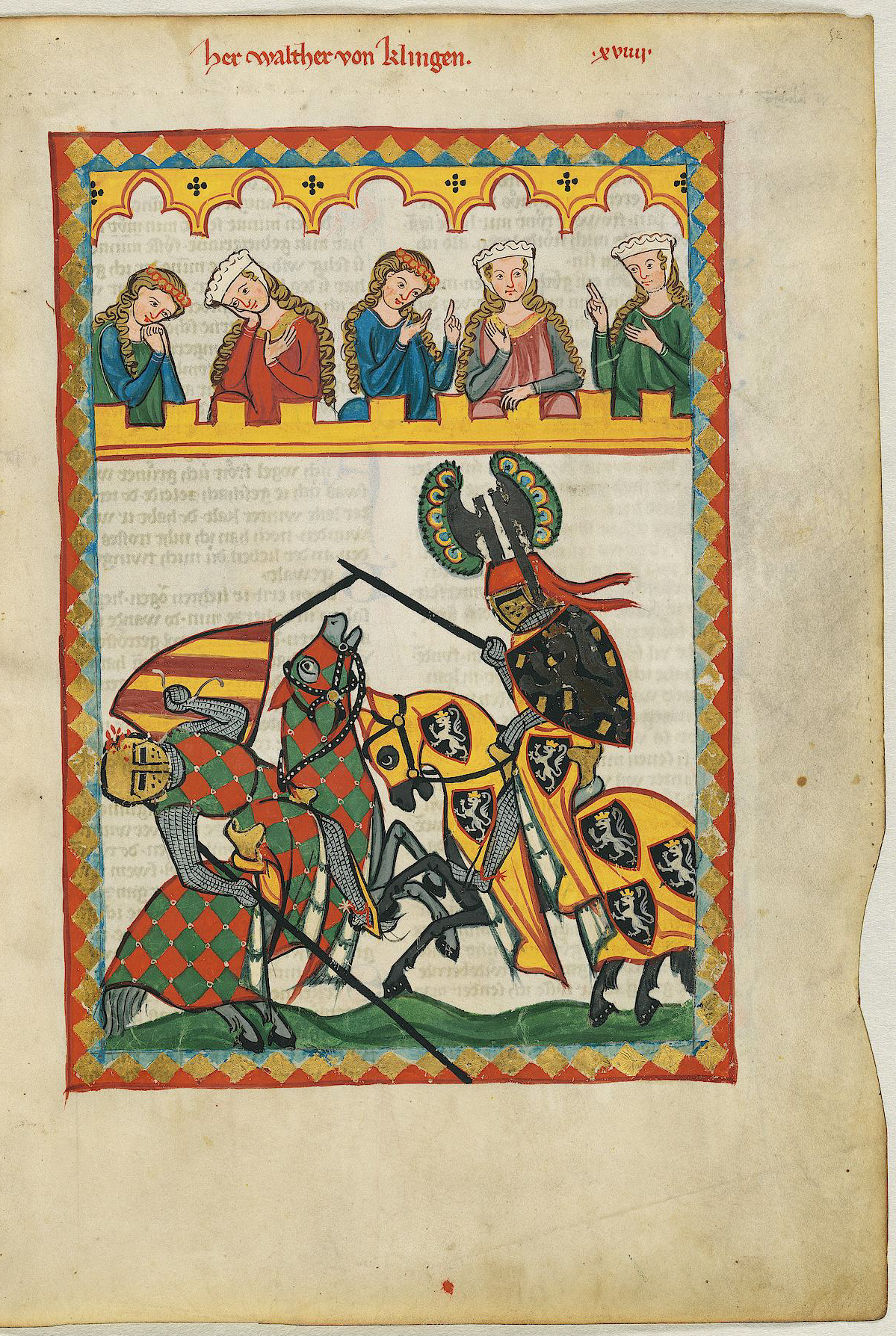
13世紀後半のトーナメントにおけるジョスト、マネッセ写本

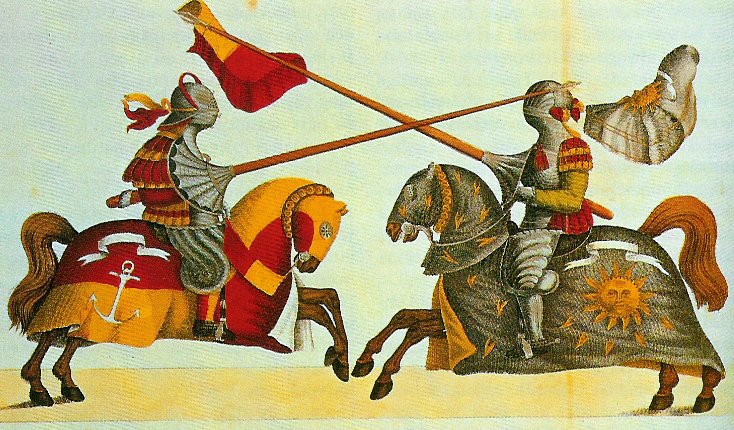
15世紀の馬上槍試合、ジョスト

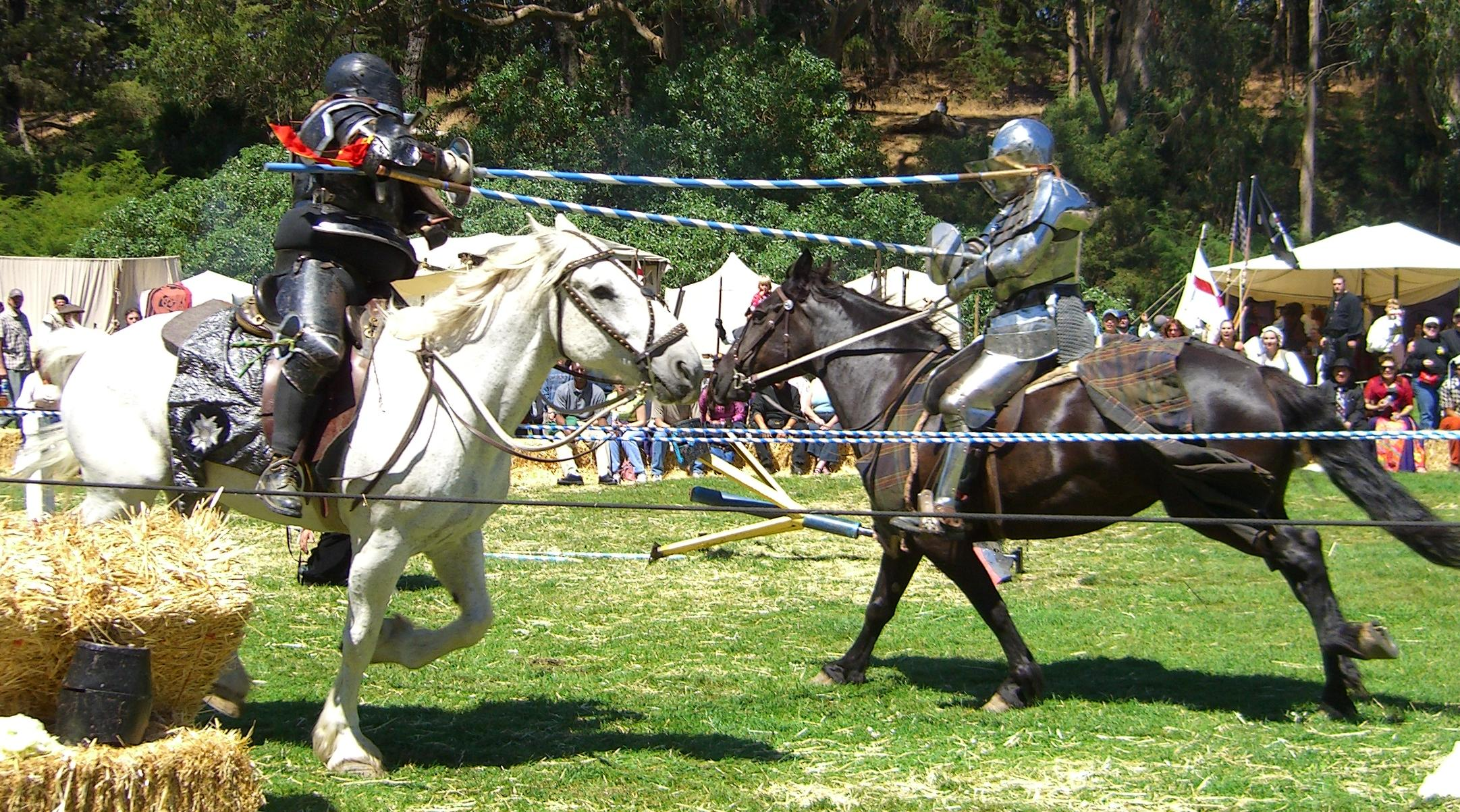
現代の催しにおけるジョスト

ジョスト（古フランス語: Joste）は、ヨーロッパで広く行われた騎士の一騎討ち競技。当初はトーナメント（馬上槍試合参照）の種目として行われたが、後に単独でも開かれるようになり、競技としての形式化が進んだ。中世末期にトーナメントは廃れたが、ジョストの競技会は近世初期（1600年頃）まで広く行われた。このため、ジョストとトーナメントは混同されることが多いが、本来のトーナメントは団体戦（トゥルネイ、ドイツ語: Turnei、フランス語: Tournoi）を意味している。

## 競技
通常、武器を換えながら3回の対戦を行った。
- ランスを用いて相手を落馬させる。これはチルト (tilt) で、後にジョストの代表のように認識された。
- 戦斧、ハンマーで相手を殴る。
- 剣または短剣で相手を突く。

## 用具
中世では、甲冑も武器もほとんど実戦の物と変わらなかったが、剣の刃を鈍らせるなどの処理が行われることは多かった。近世ではプレートアーマーにジョスト専用の胸当てやランス・レストが取り付けられるようになったり、ランスは木製の折れ易い物になり、先には王冠状のソケットがつけられた。このため、生命の危険は大幅に減ったが、ランスの折れた破片がヘルメットの隙間にささる事故などが時々起きている（フランス王アンリ2世は、ジョストの事故が元で死亡している）。

## 現代
現代では、ルネサンス祭りなど催しの一環として実施される他、国際ジョスト連盟 (IJA:International Jousting Association) がルールを定めたスポーツ競技として行われている。また、マウンテンバイクやボート等を使い、棒（ポール）で相手を叩き落す遊びとして行われることがある。

## 関連作品
- ワルキューレロマンツェ 少女騎士物語 - 日本のアダルトゲーム。舞台はジョストの名門校。
- ROCK YOU! - 2001年のアメリカ映画。成り行きから騎士を偽ってジョストに打ち込むようになった主人公の活躍を描く。
- 宇宙のステルヴィア - 日本のテレビアニメ。馬ではなく宇宙船で行う「ライトニング・ジョウスト」という競技が登場する。